# Семидомка
Семидо́мка — село в Константиновском районе Амурской области, Россия. Образует Семидомский сельсовет.

## География
Село Семидомка стоит в 9 км от левого берега реки Амур.
Дорога к селу Семидомка идёт на северо-запад от районного центра Константиновского района села Константиновка (через сёла Октябрьское и Коврижка), расстояние — 22 км.
От села Семидомка на северо-запад идёт дорога к селу Резуновка Тамбовского района.

## Население
| 2002 | 2010 | 2012 | 2013 | 2014 | 2015 | 2016 |
| ---- | ---- | ---- | ---- | ---- | ---- | ---- |
| 447  | ↘349 | ↘342 | ↗355 | ↗361 | ↘347 | ↘346 |
| 2017 | 2018 | 2019 | 2020 | 2021 |      |      |
| ↘335 | ↘326 | ↘316 | ↗318 | ↗328 |      |      |

## Инфраструктура
- Сельскохозяйственные предприятия Константиновского района.